# Риба (геральдика)

Три риби в купах (одна над одною) Алагоас, BR (XVII століття)

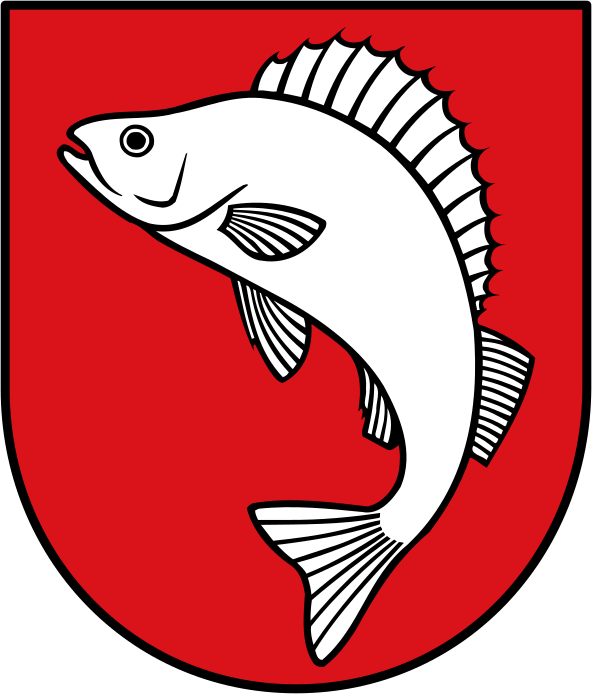
Еґлі (окунь): Веггіс

Риба — як геральдична тварина в гербі є популярною поширеною фігурою в геральдиці.

## Використання та символіка

Легенда про щуку в Kaiserwoog (герб міста Кайзерслаутерн, ФРН)

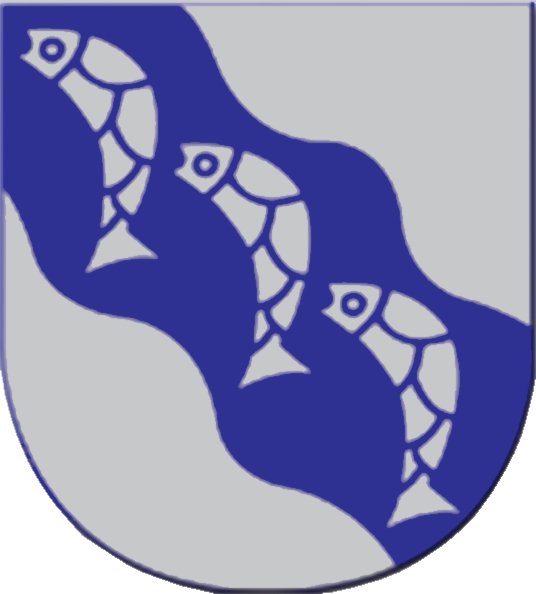
Промовистий герб муніципалітету Бах (Тіроль)

У геральдиці риба як християнський символ символізує або до Ісуса Христа, або до св. Петро. Риба була ранньохристиянським символом через акровірш ICHTHYS поруч зі ставрограмою — або хрестом, який вперше набув широкого поширення в IV столітті після Нікейського собору (325). Його можна зустріти на численних гербах.
Відповідно до Нового Заповіту, Петро був рибалкою на Галілейському морі, коли Ісус запросив його піти за ним як учень і пообіцяв, що віднині він буде ловцем людей.
Також риба уособлює скритність і здоров'я. Існують також численні місцеві легенди, як про розміри, так і про скарби, знайдені в рибі, або про чудодійних риб.
В іншому випадку рибу на гербі можна зустріти взагалі як символ риболовлі як бізнесу. Суверенітет над добрими рибальськими водами (закон про рибальство), як і право на полювання, завжди вважався привілеєм.

## Дизайн і опис
Виходячи з опису (блазон), рідко в щиті або в полі можна чітко ідентифікувати вид риби. Тонкі відмінності не завжди можна розпізнати за допомогою легкої абстракції (це все одно легко з сомом, вугром або китом) — як завжди в геральдиці, вирішальним фактором є опис герба, а не графічне зображення, яке залежить від художників геральдистів. Шкіра масштабована, можливі всі геральдичні кольори.
Положення риби на малюнку має значення.
- Риба на гербі зображена горизонтально, діагонально або вертикально: голова, як правило, повернута в геральдичну сторону (зліва від глядача), повідомляється, що вона пливе вліво, піднімається (головою догори, також стопками, стовпчиком) або стоячи вниз головою.
- Дві риби можуть бути повернуті один до одного або назустріч, переплетені (голови покладені одна на одну, а хвости по черзі один на один), або схрещені (перегинами, потім діагональна права зверху, інакше схрещені ліворуч), і схрещеними (одна поруч з іншою) або в стовпах (одна над іншою).
- Три риби на гербі також не є рідкістю: у купах, по діагоналі або піднімаючись/догори дном у смугах, розташованих у вигляді трилисника, у формі зірки від центру щита або у вигляді кільця, що пливуть в одному напрямку або змішано з праворуч і ліворуч.

Навіть просто купання в річці підніжжя (у хвилястій частині) не рідкість.
Відомі крилаті риби чи просто кістки в гербі, бувають риби на гачку чи пронизані тризубом. Часто рибоїдні тварини зображуються зі спійманою рибою в гербі: наприклад, чапля з рибою в дзьобі або орел з пійманою рибою, потім риба стає атрибутом хижака.
Риба також зустрічається у верхньому гербі. Тут, як і на щиті, вона може бути коронованою і/або крилатою.

## Особливі види риб
У Гедвігенкозі у дзьобі лебедя зберігається вугор.
Особливою рибою є марена. Як геральдична риба імперського графства з 1497 року та після присвоєння в 1669 році Саксонії курфюрства, герб графства Барбі є промовистим. Сріблом були зображені два синіх вусика, які вертикально плавали в щиті спинами один до одного.
Пічкур — геральдична тварина німецько-балтійського шляхетського роду Майдель. Майдель на естонській мові означає пічкур, сьогодні слово «рюнт» використовується для коропової риби. Промовистий герб Майделів показує у струмку трьох срібних пічкурів.
Щука — геральдична тварина чеського міста Росіце. Вона сходить до герба шляхетського роду Гехта фон Россіца, а також є в гербі Літострова. Як промовистий герб, щуку можна знайти тричі схрещеною в районі Гехтсгайм у Майнці.
Цікаво, що геральдичний дельфін класифікується як риба.

## Приклади

Опис
риба, що заповнює щит (Дідельсгайм)
у перев'яз (Ґуннінґен)
у перев'язі, промовистий герб (Фішинген/Баден)
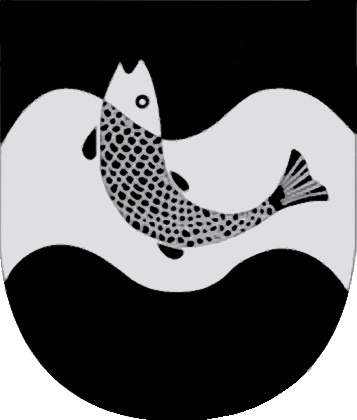
У хвилястому поясі, піднята з неї голова (Брайтенбах-ам-Інн, Aвстрія)
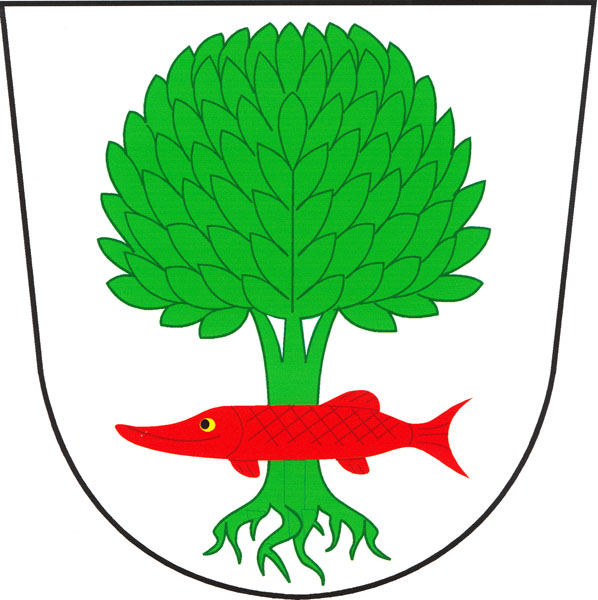
покриває стовбур дерева (Щука, Літостров, Чехія)
щука у стовп (Люше, Франція)
Дві риби, що пливуть у протилежних напрямках (Деґмарн)
Дві риби, що пливуть у протилежних напрямках, розділені хвилястою балкою (Фішах)
повернені одна до одної в обернених кольорах (колишнійрайон Верніґероде)
Пара риб (вусач) повернених одна від одної (Заальфельд)
Пара риб (форелі) (Форхгайм)
Три щуки (Гамм-ам-Райн)
Риби в трилисник (Ангілья, Велика Британія)
Стерлядь в вилоподібний хрест (Саратов, Росія)
Риба в вилоподібний хрест в Кросліні
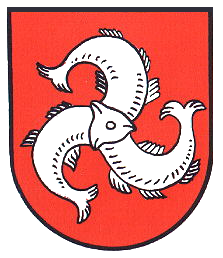
Три риби в трилисник (Вертгайм-Вальденгаузен)
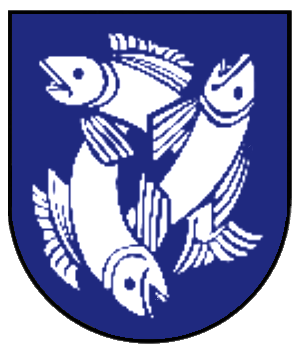
Переплетені в трикутник (Блаубюрен-Ґерхаузен)
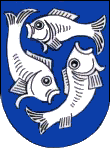
Пливучи навколо центру (Гайделанд)
Три риби схрещені одна на одну (Еглісвіль, Швейцарія)
подібні в Ебербах-Рокенау
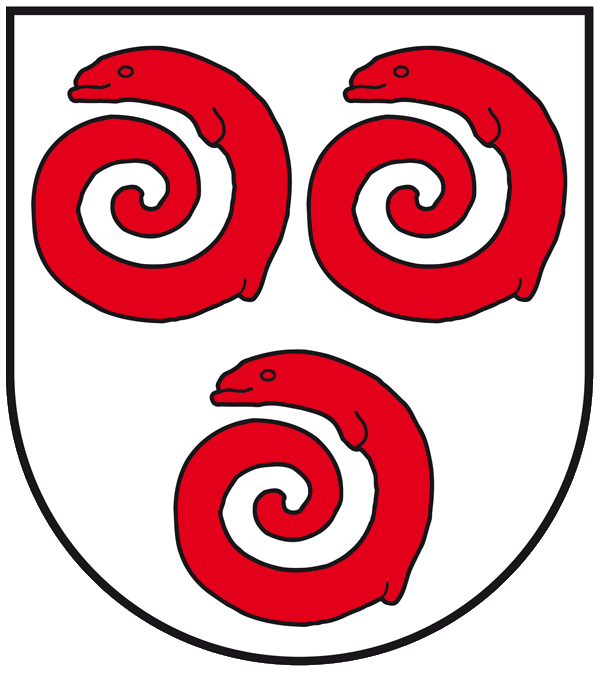
Три (2:1) спіралеподібні вугри (Альслебен (Зале))
Три червоні риби (лосось) у стовп, верхні та нижні повернуті ліворуч (Ферчланд)
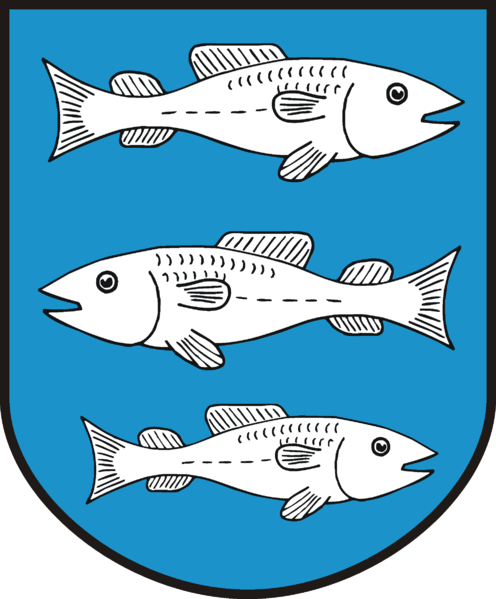
Три срібні риби у стовп в блакитному щиті. Верхня і нижня дивляться вправо, середня - вліво.
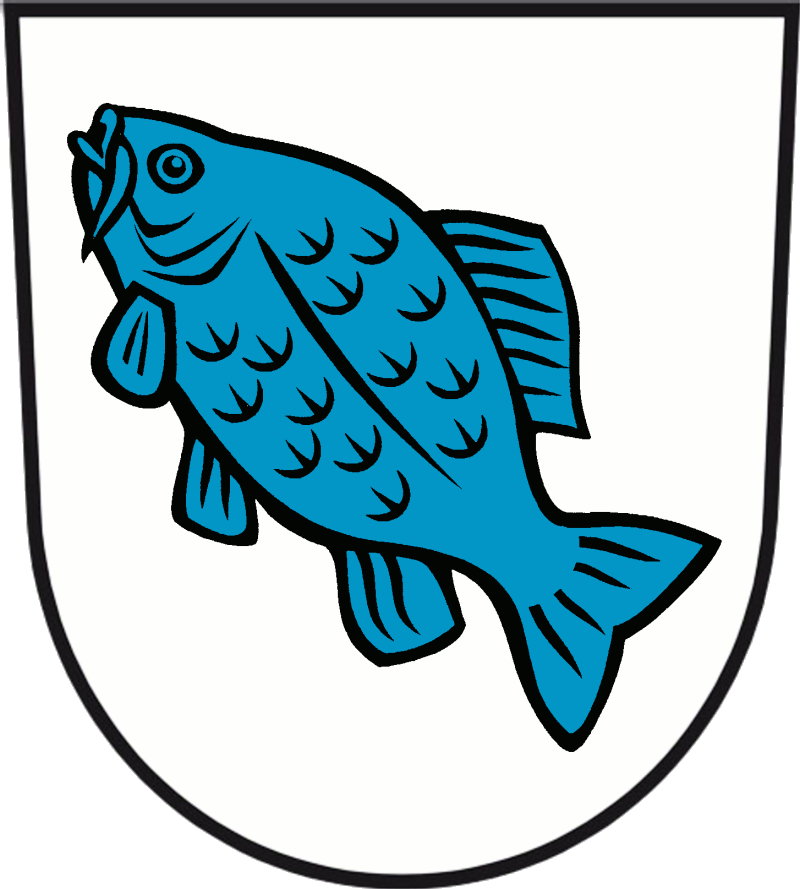
Риба в перев'яз (Науен)
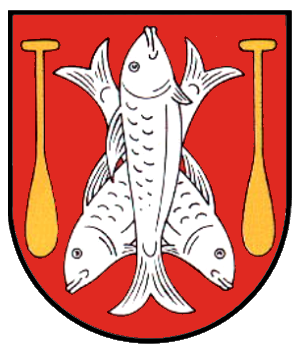
Три схрещені по діагоналі та в стовп срібні риби (Каппель-Графенгаузен)
вертикально повернуті один від одного (Фішен-ім-Альгой)
Дві схрещені риби (Енгельгольм, Швеція)
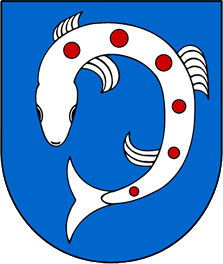
Форель в коло (Шопффхайм-Ланґенау)
Форель у гербі Гедерна
в золоті чорний хвилястий пояс покритий срібною рибою (Шверценбах, Швейцарія)
Три рибини (Стекене, Бельгія)
Три рибини (Рудкьобінг, Данія)
в основі щита (Тіфенбах)
Мюльгаузен на гербі має дві приготовлені риби

Варіації та види
коронований вугор (Ален)
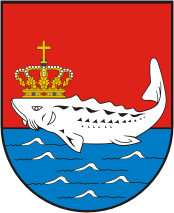
коронована риба (Балтійськ, Росія)
Щипавка звичайна на гербі Дальдорфа
Дельфіни та лілії (промовистий герб: Дофіне, Франція)
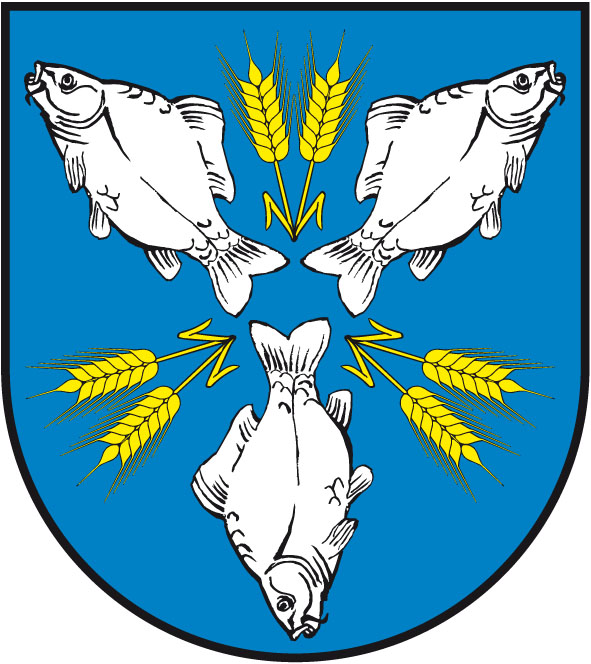
Короп у трикутник (ФРН)
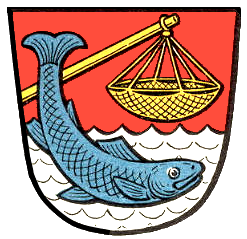
Риба з екраном (Фехенгайм)
промовистий герб Фішбаха (Таунус)
промовистий герб Фішингена, Швейцарія
два вусачі один проти одного (Фройденштадт)
короновані оселедці (Гаага-Схевенінген, Нідерланди)
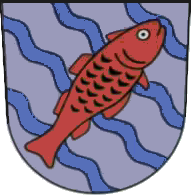
Барб (Шмегайм)
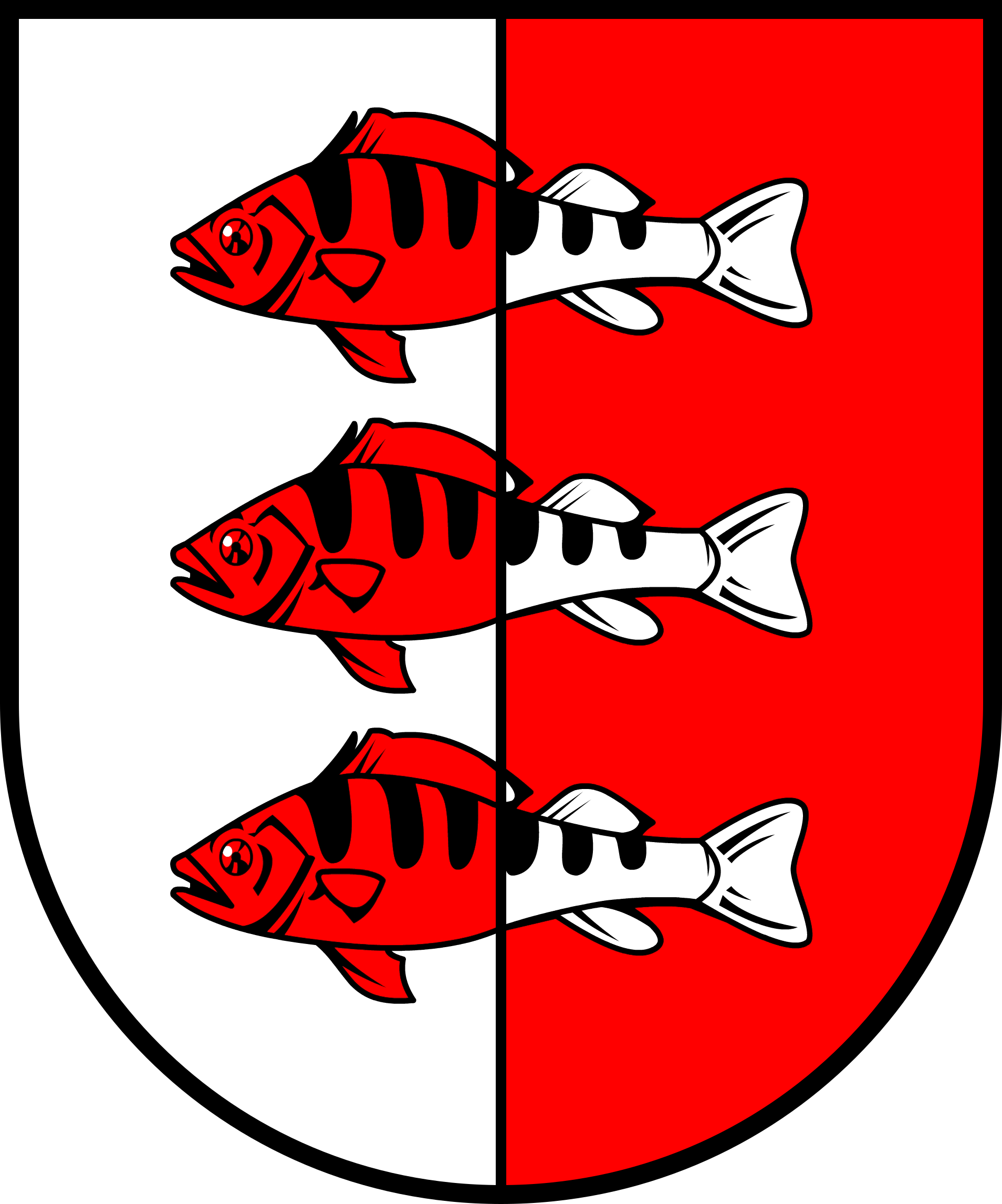
Три окуні обернених кольорів (Гренінген)
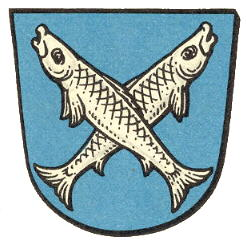
схрещені оселедці на промовистому гербі (Герінґен)
Риба з рогами (Інарі, Фінляндія)
Риба із замком (Кемінмаа, Фінляндія)
Щука (Горб-ам-Неккар)
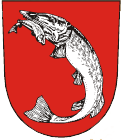
(Дольні Бенешов, Чехія)
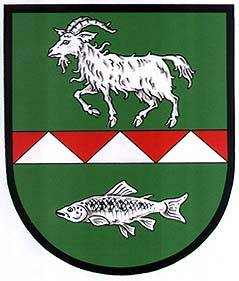
(Пстружі, Чехія)
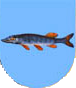
Щука (Росиці, Чехія)
(Рибник, Польща)
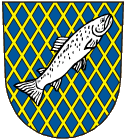
(Рижовище, Чехія)
(Семяновиці-Шльонські, Польща)
чотири риб'ячі хвости, розміщені в хрест (Симо, Фінляндія)
Риб'ячий хвіст (Вантаа, Фінляндія)
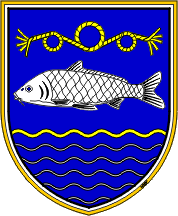
Риба з мотузкою (Вержей (Вернзее), Словенія)
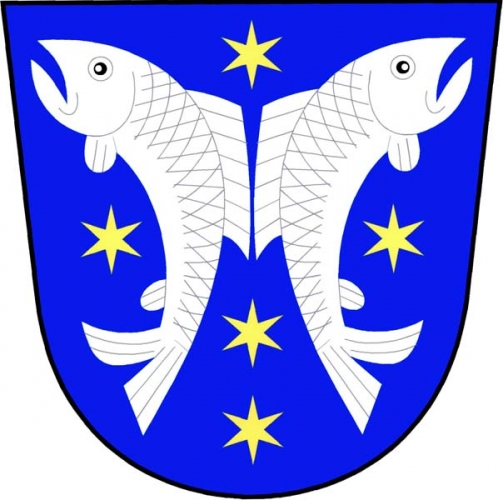
Двомісний(Великий Рибник, Фінляндія)

Крилата риба
крилата риба (Брокдорф)
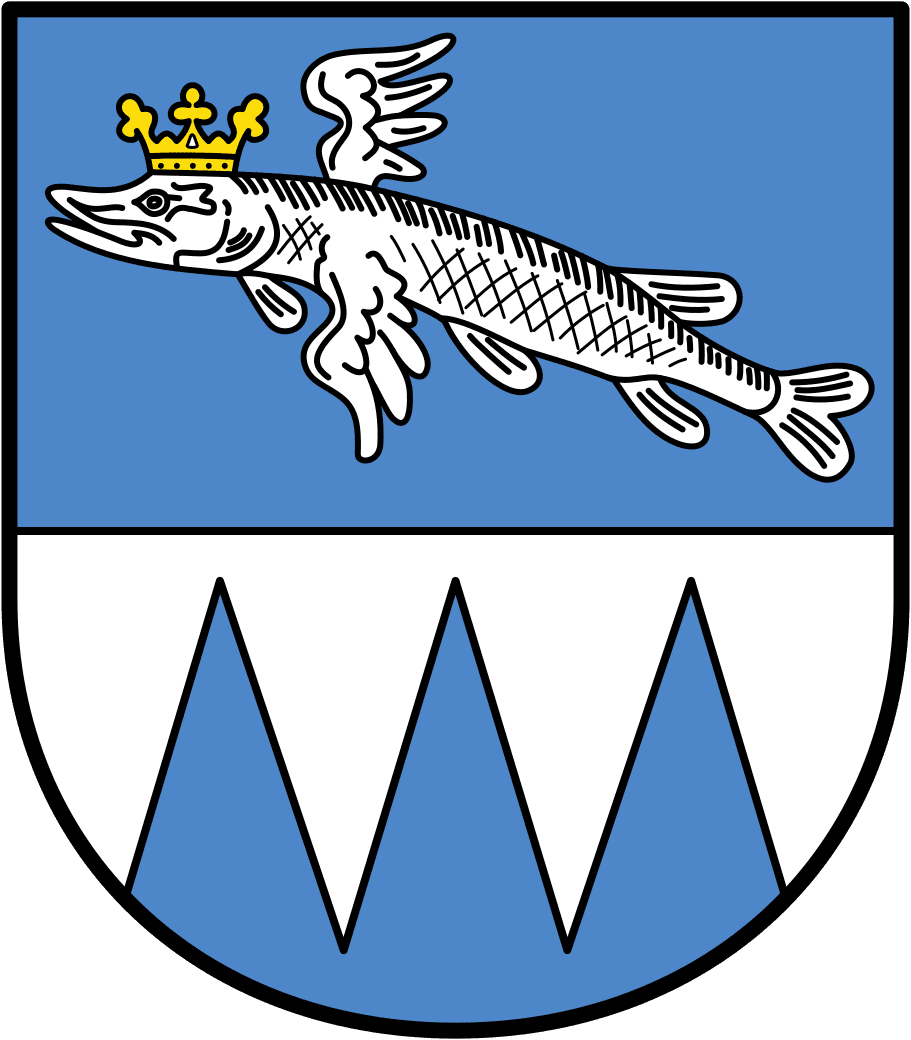
Щука, крилата і коронована (Гехтгаузен)
летюча риба (Ітінген, Швейцарія)
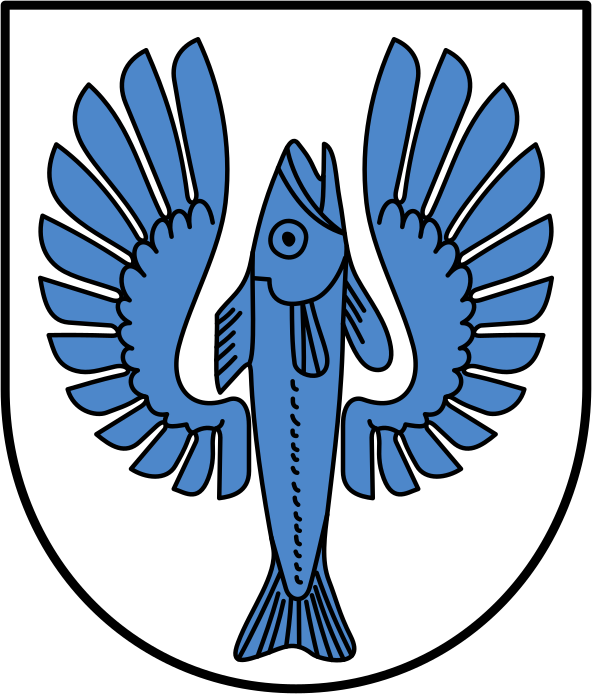
крилата риба (Мауензее, Швейцарія)
летюча риба (Венг-ім-Інкрайс, Австрія)

Комбінації
Чапля і риба (Ілльміц, Австрія)
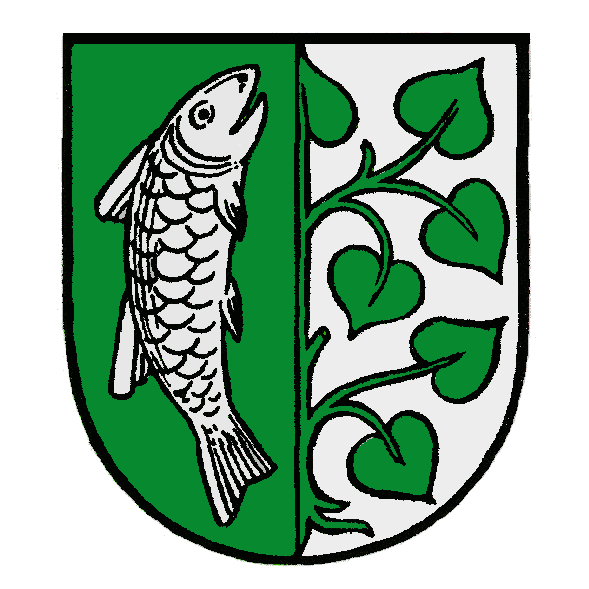
Риба і липа (Імменштадт, ФРН)
срібна риба та листяне дерево (Кольквіц)
Короп і міст (Шварценфельд)
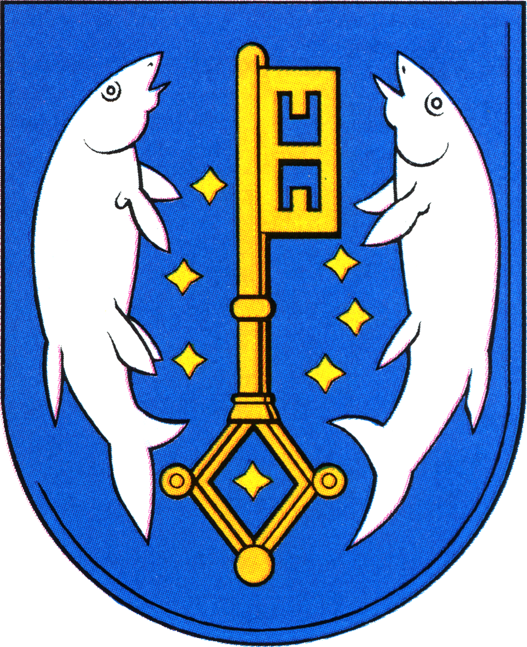
Риба і ключ як атрибути св. Петра (Берлін-Копенік)
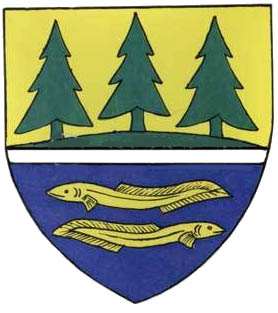
Вугри та ялиці (Амаліендорф-Еальфанг, Австрія)
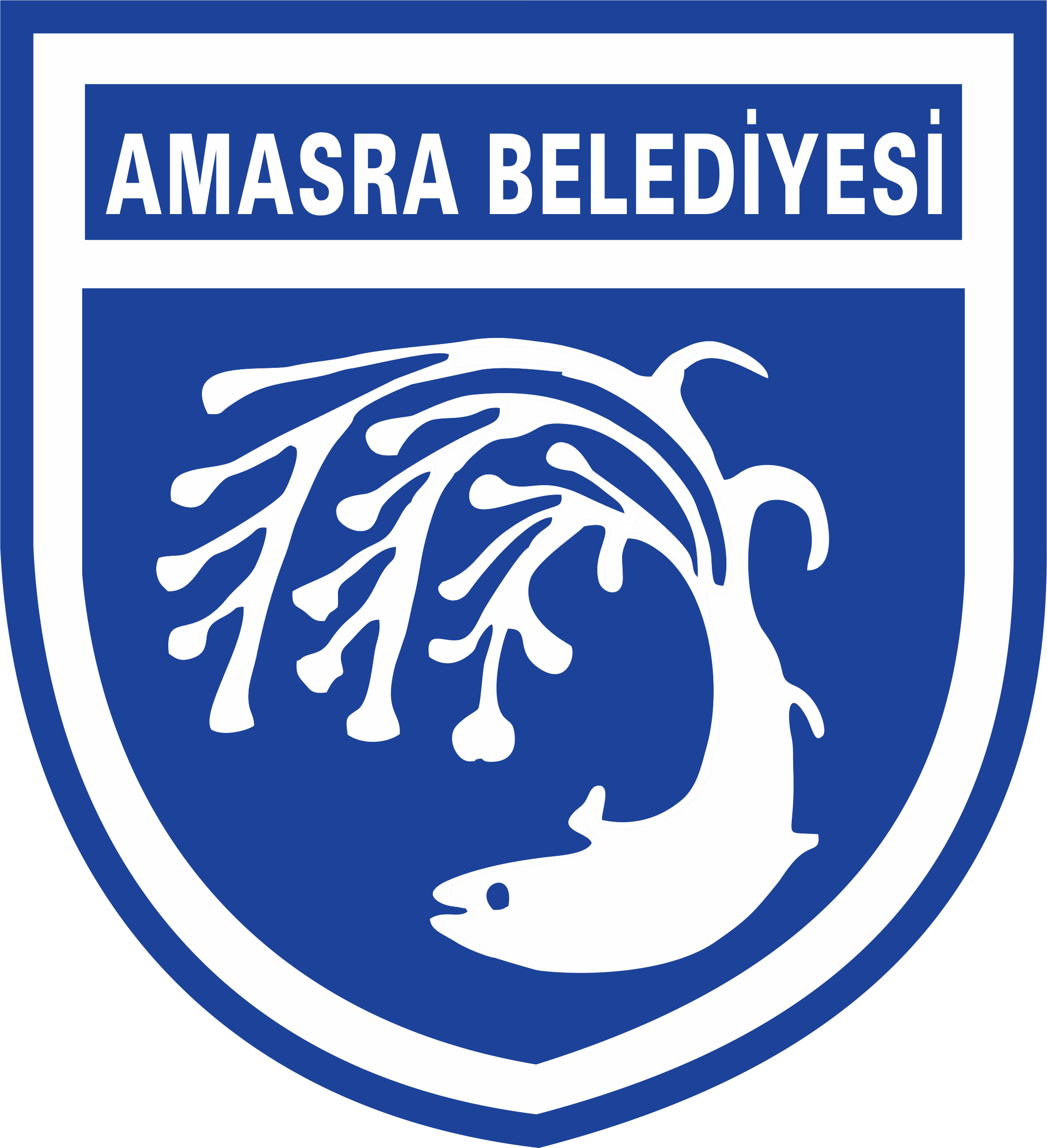
Амастрида (Туреччина)
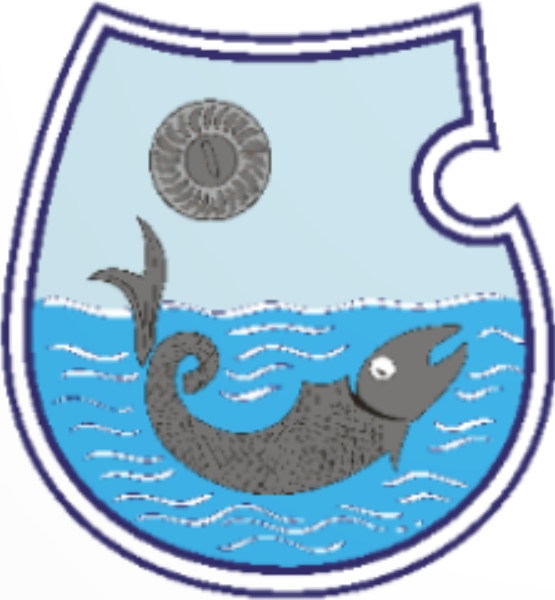
із закрученим хвостом (Валзее-Зіндельбург, Австрія)
Барвистий лев тримає рибу (Везерталь)
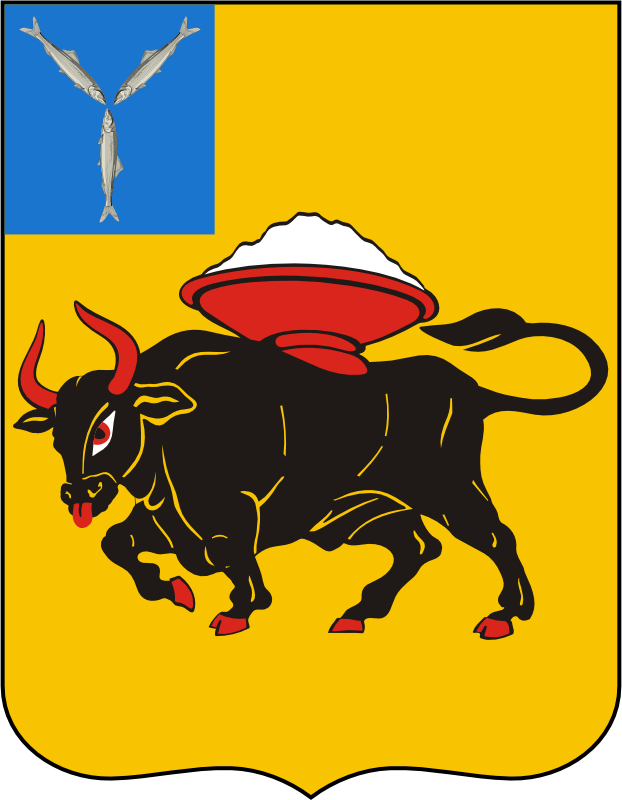
Телець і риби (Енгельс, Росія)
Корабель і стилізована риба (Мурманськ, Росія)

Риба у Верхньому гербі
У польському гербівнику Раровські
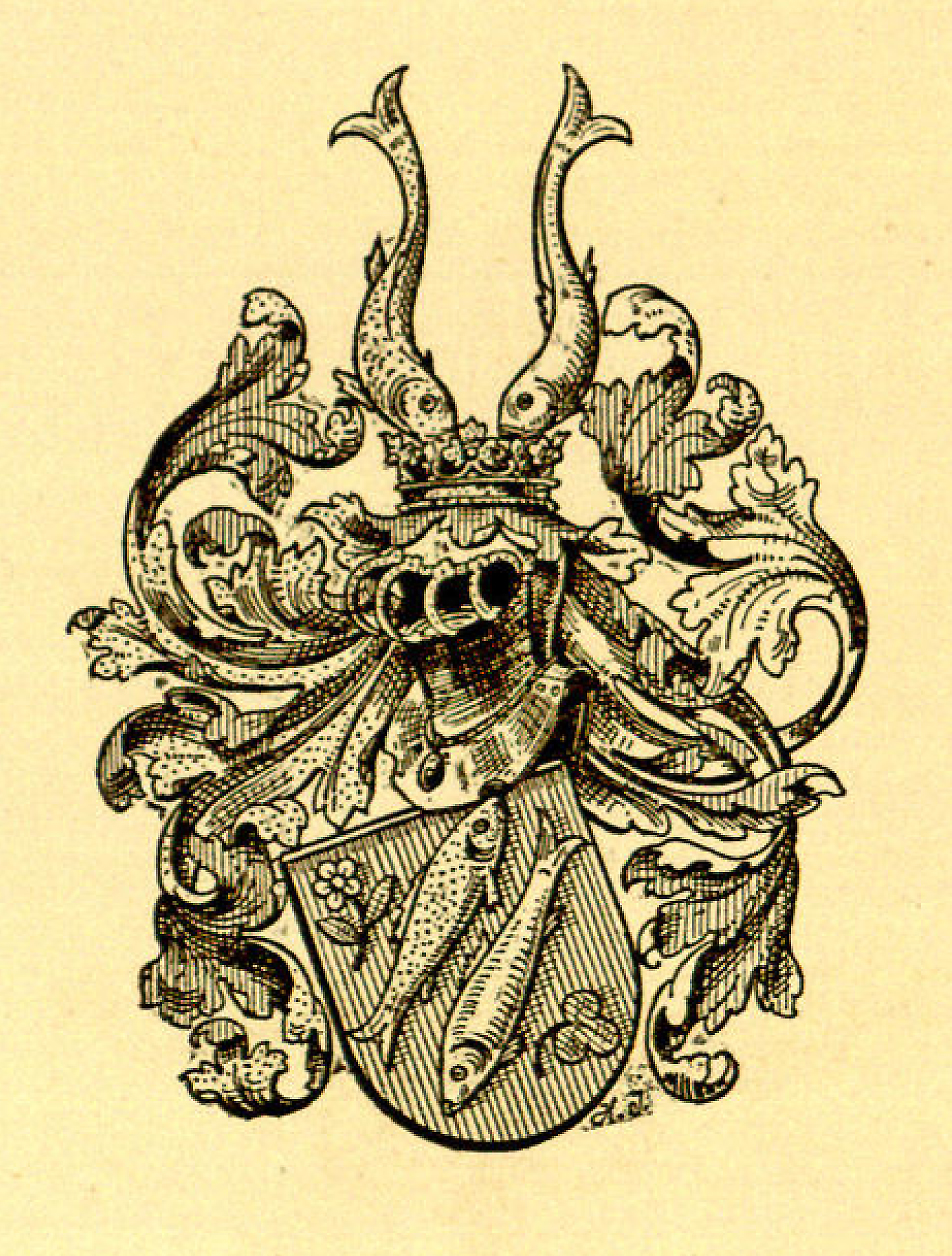
Шляхетство Майєнфіш цу Раппенштайн
Мічоакан